# Campeonato Sudamericano de Natación de 1937
El Campeonato Sudamericano de Natación de 1937 fue la cuarta edición del certamen continental, se celebró en Montevideo, Uruguay.

## Resultados

### Masculino
| Prueba          | Ganador                                                                        |
| --------------- | ------------------------------------------------------------------------------ |
| 100 m libre     | Álvaro Tatto                                                                   |
| 4 x 100 m libre | Argentina Jorge Christense Mariano Pombo Fernando Lamas Sebastián Dibar 4:16.4 |

### Mujeres
| Prueba          | Ganador                                                                     |
| --------------- | --------------------------------------------------------------------------- |
| 100 m libre     | Jeanette Campbell                                                           |
| 400 m libre     | Piedade Coutinho                                                            |
| 100 m espalda   | Elena María Tuculet Carrau                                                  |
| 200 m espalda   | Elena María Tuculet Carrau                                                  |
| 4 x 100 m libre | Argentina Dora Rhodius Jeanette Campbell Inés Milberg Celia Milberg 4:55.4. |

### Waterpolo
| Evento | Oro     | Plata     | Bronce |
| ------ | ------- | --------- | ------ |
| Torneo | Uruguay | Argentina |        |